# Gyrinulopsis nanus
Gyrinulopsis nanus là một loài bọ cánh cứng trong họ van Gyrinidae. Loài này được Handlirsch miêu tả khoa học năm 1906.